# Slowly We Rot
Slowly We Rot er det amerikanske dødsmetal-band Obituarys debutalbum, som blev udgivet i 1989 gennem Roadrunner Records. Mange fans anser dette album for at være bandets hårdeste, hurtigste og mest brutale.[kilde mangler] Slowly We Rot er det eneste album, hvor Obituarys guitarer er stemt efter almindelig standard. 
Slowly We Rot er det eneste Obituary album med bassisten Daniel Tucker. Han afløser Frank Watkins, har spillet bas på alle de andre albums.

## Spor
1. "Internal Bleeding" – 3:01
2. "Godly Beings" – 1:55
3. "'Til Death" – 3:56
4. "Slowly We Rot" – 3:36
5. "Immortal Visions" – 2:25
6. "Gates to Hell" – 2:49
7. "Words of Evil" – 1:55
8. "Suffocation" – 2:35
9. "Intoxicated" – 4:40
10. "Deadly Intentions" – 2:09
11. "Bloodsoaked" – 3:11
12. "Stinkupuss" – 2:59

### 1997 genudgivelse: Bonusspor
1. "13. Find the Arise" (demo) [2:39]
2. "14: Like the Dead" (demo) [2:34]